# Sikorsky CH-37 Mojave
Sikorsky CH-37B Mojave (фирменное обозначение-S-56) — американский тяжелый военно-транспортный вертолет производства компании Sikorsky Aircraft 1950-х годов. Он поступил на вооружение морской пехоты США как HR2S-1 Deuce в 1956 году и в том же году как H-37A Mojave в армии США. В начале 1960-х годов обозначение было стандартизировано до CH-37 для обоих родов войск, а HR2S-1 был переименован в CH-37C Deuce.
Разработанный в начале 1950-х годов и совершивший первый полет в 1953 году, он удовлетворил потребности Флота 1950-х годов в тяжелом транспортном вертолёте. В конструкции H-37 предусмотрена передняя погрузочная рампа с распашными створками в передней части фюзеляжа. Он оснащен двумя радиально расположенными поршневыми двигателями. Этот вертолёт прослужил на действительной военной службе до 1960-х годов, в том числе в Индокитае и Вьетнаме, прежде чем был заменен на более современные летательные аппараты, а многие бывшие военные модели поступили на гражданскую службу в 1970-х годах. Это был самый большой вертолет в мире, поступивший на вооружение в то время, и также он являлся одним из первых в мире двухдвигательных вертолётов. Он был известен своим высоким уровнем шума, но заслужил хорошую репутацию благодаря исключительной надежности, в том числе и в боевых условиях. Военно-морские силы США также адаптировали его для установки поискового радара, и два экземпляра с установленными РЛС поступили на вооружение под обозначением HR2S-1W.
S-56 стал толчком к проектированию вертолёта Westland Westminster в Соединенном Королевстве. Были изготовлены прототипы и проведены испытания, но в серийное производство этот вертолёт так и был запущен. S-56 также послужил основой для создания прототипа вертолета S-60 Skycrane.

## Разработка и конструкция

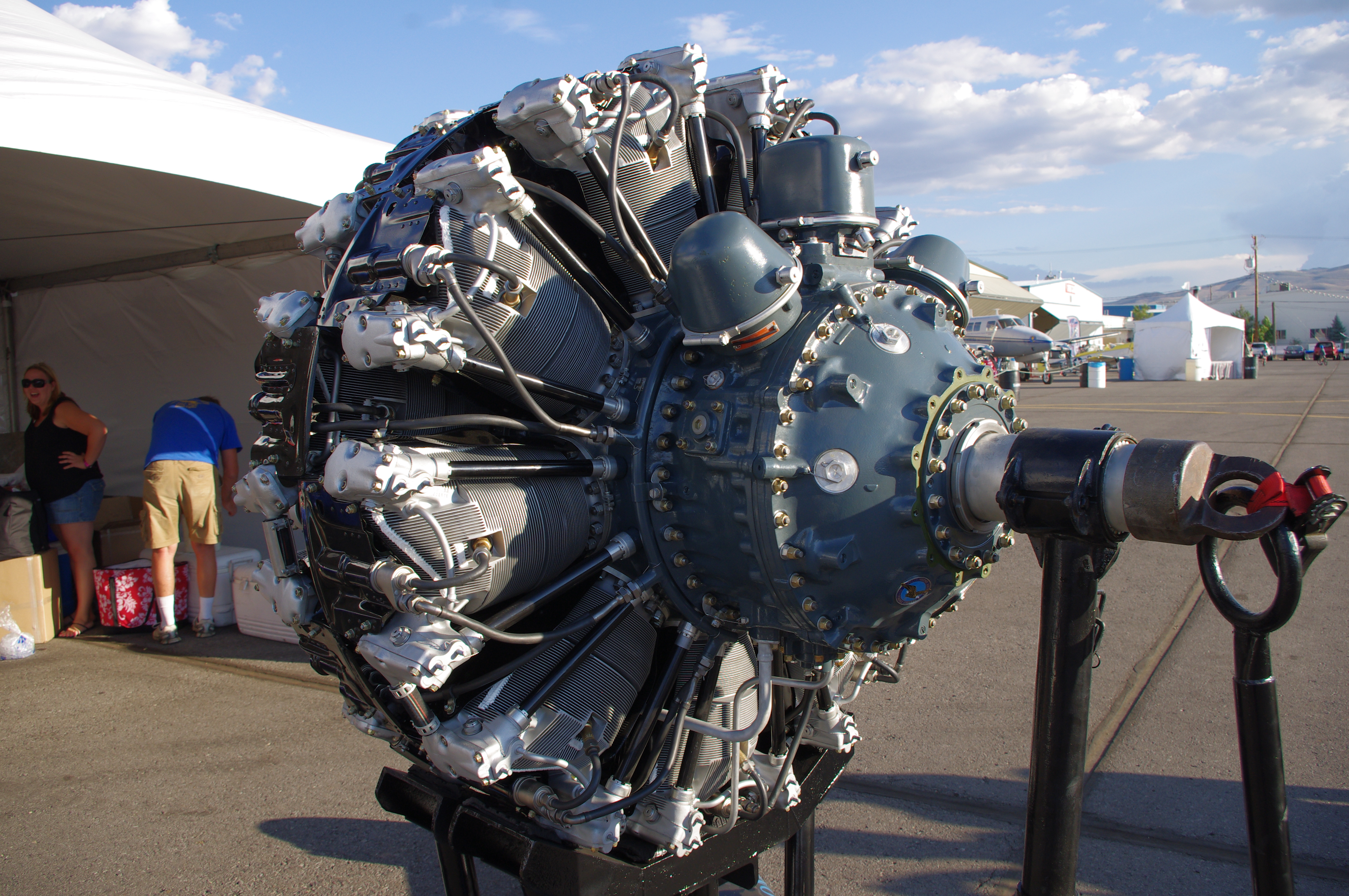
Один из двух поршневых двигателей Pratt & Whitney R-2800 Double Wasp, стоявших на CH-37

S-56 являлся десантным транспортным вертолетом для Корпуса морской пехоты США вместимостью в 36 полностью экипированных морских пехотинцев. Заказ на вертолёт был размещен в 1951 году для ВМС США и Корпуса морской пехоты. Обозначение морской пехоты того времени HR2S. Первый прототип XHR2S-1 поднялся в воздух в 1953 году, а серийные поставки HR2S-1 начались в июле 1956 года в Первую вертолетную эскадрилью морской пехоты (HMX-1). В общей сложности было произведено шестьдесят вертолётов.
Армия США провела оценку прототипа вертолёта в 1954 году и заказала 94 экземпляра CH-37A, первый из которых был поставлен в войска летом 1956 года. Все вертолёта для Корпуса морской пехоты и армии были поставлены к середине 1960 года. Все армейские образцы были модернизированы до версии CH-37B в начале 1960-х годов, получив оборудование автоматической стабилизации полёта и возможность загружаться и разгружаться во время зависания над землей. В результате унификации обозначений военной авиации США в 1962 году образцы морской пехоты США были переименованы с HR2S-1 на CH-37C.
На момент поставки в вооруженные силы CH-37 являлся самым большим вертолетом в западном мире и первым двухмоторным вертолетом Sikorsky. Два радиальных двигателя Pratt & Whitney R-2800 Double Wasp мощностью -1926 л.с.(1417кВт) каждый которые устанавливались на коротком крыле в мотогондолах. В мотогондолах также размещались основные стойки убирающегося шасси и маслобаки. Это освободило грузовую кабину для размещения грузов и техники, которые можно было загружать и выгружать через большие раскрывающиеся створки в носовой части. Ранние модели вертолёта могли нести полезную нагрузку либо из трех автомобилей повышенной проходимости M422 Mighty Mite, либо из 36-ти полностью экипированных солдат. Для удобства хранения вертолёта на палубе лопасти несущего винта гидравлически складывались назад, а хвостовая балка в ручную складывалась вперед.
CH-37 был одним из последних тяжелых вертолетов, в которых использовались поршневые двигатели, они были большие, тяжелее и имели меньшую мощность, чем те же турбовальные двигатели, которые впоследствии использовались в более современных военных вертолетах. Это обусловило довольно короткий срок службы этого типа: все они были выведены из эксплуатации к концу 1960-х годов и заменены на вооружении армии дальним родственником CH-54 Tarhe, а в морской пехоте на CH-53 Sea Stallion. S-56 стал одним из первых вертолетов для транспортировки тяжелых грузов. У варианта СН-37B Mojave максимальный перевозимый груз на внешней подвеске составлял 4536кг.
Четыре CH-37B были отправлены во Вьетнам в сентябре 1965 года для оказания помощи в эвакуации сбитой американской авиатехники, вылетая на эти задачи с авиабазы Марбл-Маунтин до мая 1967 года. Они преуспели в этой роли, вернув оборудование на сумму более 7,5 миллионов долларов США, часть которого была доставлена из тыла врага. CH-37 также использовался для подъема капсул с фотопленки, которые сбрасывались со спутников-шпионов.
К моменту окончания производства было выпущено 154 вертолёта. Из них 94 были в версии H-37A, а 90 H-37 были модернизированы в H-37B (позже CH-37A и B соответственно).

## Варианты
XHR2S-1

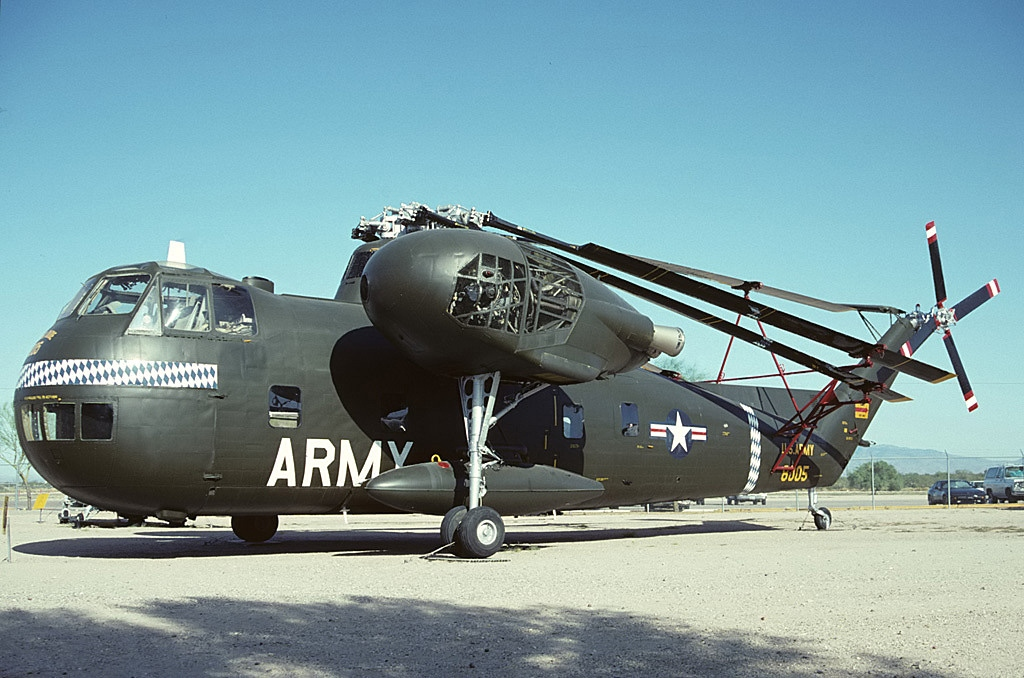
Музейный экспонат Sikorsky CH-37B Mojave

Прототип транспортного вертолёта для задач Корпуса морской пехоты США, оснащенный двумя двигателями Pratt & Whitney R-2800 Double Wasp мощностью 1926 л.с. ( 1417кВт) каждый. Всего построено четыре экземпляра.
HR2S-1
Серийная модель для морской пехоты США с модифицированными мотогондолами, сдвоенными основными колесами шасси и дополнительным хвостовым оперением, позже переименованная в CH-37C Duce в 1962 году, построено 55 штук (заказ на еще 36 отменен).
HR2S-1W
Вертолёт дальнего радиолокационного обнаружения для ВМС США, построено два экземпляра.
YH-37
Один вертолет HR2S-1, проходивший испытания в армии США.
H-37A Mojave
Военно-транспортная версия HR2S для армии США. Изменения включали хвостовое оперение и модифицированный обтекатель головки несущего винта. В 1962 году этот вариант был переименован в CH-37A. Всего для Армии США было построено 94 экземпляра.
H-37B Mojave
Все H-37A, кроме четырех, были модернизированы: изменена конструкция грузовых створок, добавлено оборудование автоматической стабилизации в полёте и было проектирование топливных баков . Позже переименован в CH-37B.

### Связанные проекты
Sikorsky S-60

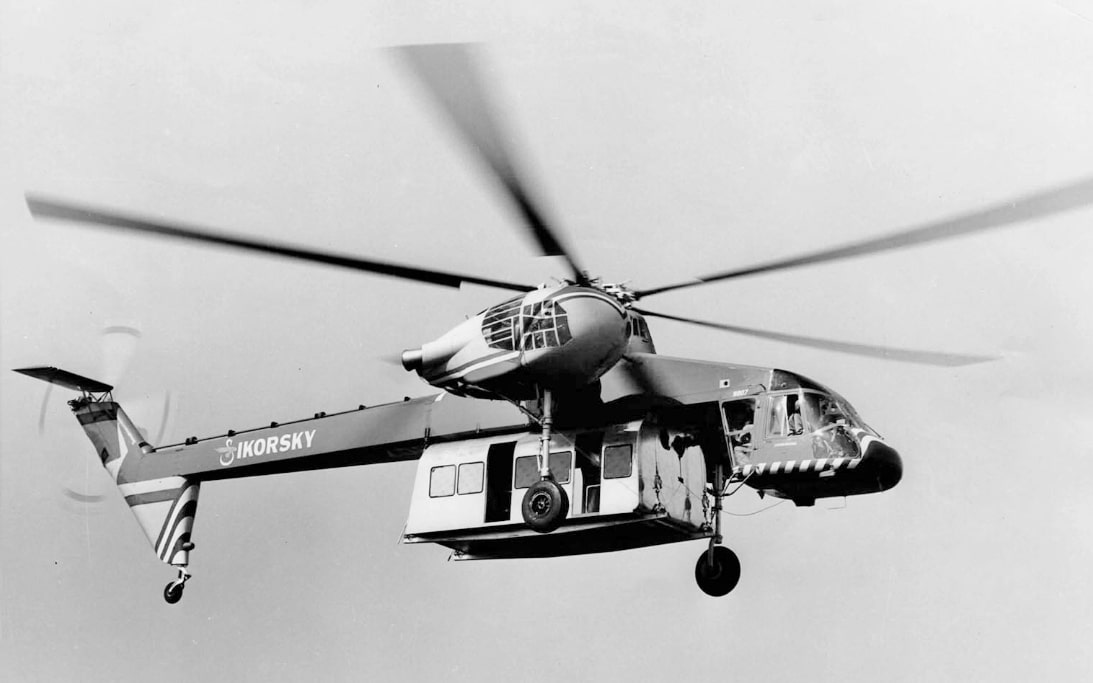
Нереализованный проект летающего крана Sikorsky S-60, который проектировался на базе S-56

Вертолет Sikorsky S-60, прототип «летающего крана», был создан на базе S-56 в 1958 году. Поскольку S-60 оказался недостаточно мощным, его разработка S-60 привела к созданию более крупного военного варианта Sikorsky CH-54 Tarhe уже с газотурбинным двигателем и его гражданский вариант S-64 Skycrane, которые уже находились в стадии проектирования к моменту крушения единственного экземпляра S-60 3 апреля 1961 года. Как и S-56/H-37, он был оснащен двумя радиальными поршневыми двигателями Pratt & Whitney R-2800 Double Wasp, но имел радикально другой фюзеляж. Вместо фиксированной грузовой кабины у него была только кабина пилотов и открытая площадка за ней, на которой можно было крановое и другое оборудование для транспортировки грузов. Хотя он и не поступил на вооружение, он получил высокую оценку армии и флота США и послужил началом дальнейшего развития этой концепции.
Westland Westminster
Не имея возможности получить государственную поддержку для лицензионного производства гражданской версии S-56, компания Westland Aircraft использовала системы управления полётом, несущий винт и коробку передач от S-56 в качестве основы для Westminster, но использовала собственную несущую раму фюзеляжа и два турбовальных двигателя Napier Eland мощностью 2900 л.с. (2200 кВт) каждый.  Из-за сильной вибрации на стендовых испытаниях несущий винт был заменен на шестилопастной. Этот проект был прекращен, когда Westland взяла на себя управление тремя британскими вертолетными компаниями и их более перспективными и финансируемыми проектами.

## Тактико-технические характеристики
- Модификация CH-37A
- Диаметр главного винта, м 21.95
- Диаметр хвостового винта, м 4.57
- Длина, м: 19,28
- Высота, м 6.71
- Масса, кг
  - пустого 9449
  - нормальная взлётная 14062
- Внутренние топливные баки, л -1514 +подвесные- 2271
- Тип двигателя 2 x ПД Pratt & Whitney- R-2800-54
- Мощность, 2 х 1926 л.с. ( 1417кВт) каждый
- Максимальная скорость, км/ч 209
- Крейсерская скорость, км/ч 185
- Дальность действия, км 233
- Скорость подъёма, м/мин 277
- Практический потолок, м 2650
- Статический потолок, м 335
- Экипаж, чел 3
- Полезная нагрузка: до 36 десантников или 24 носилок или 4536 кг груза в кабине или на внешнем подвесе.

## Аварии и инциденты

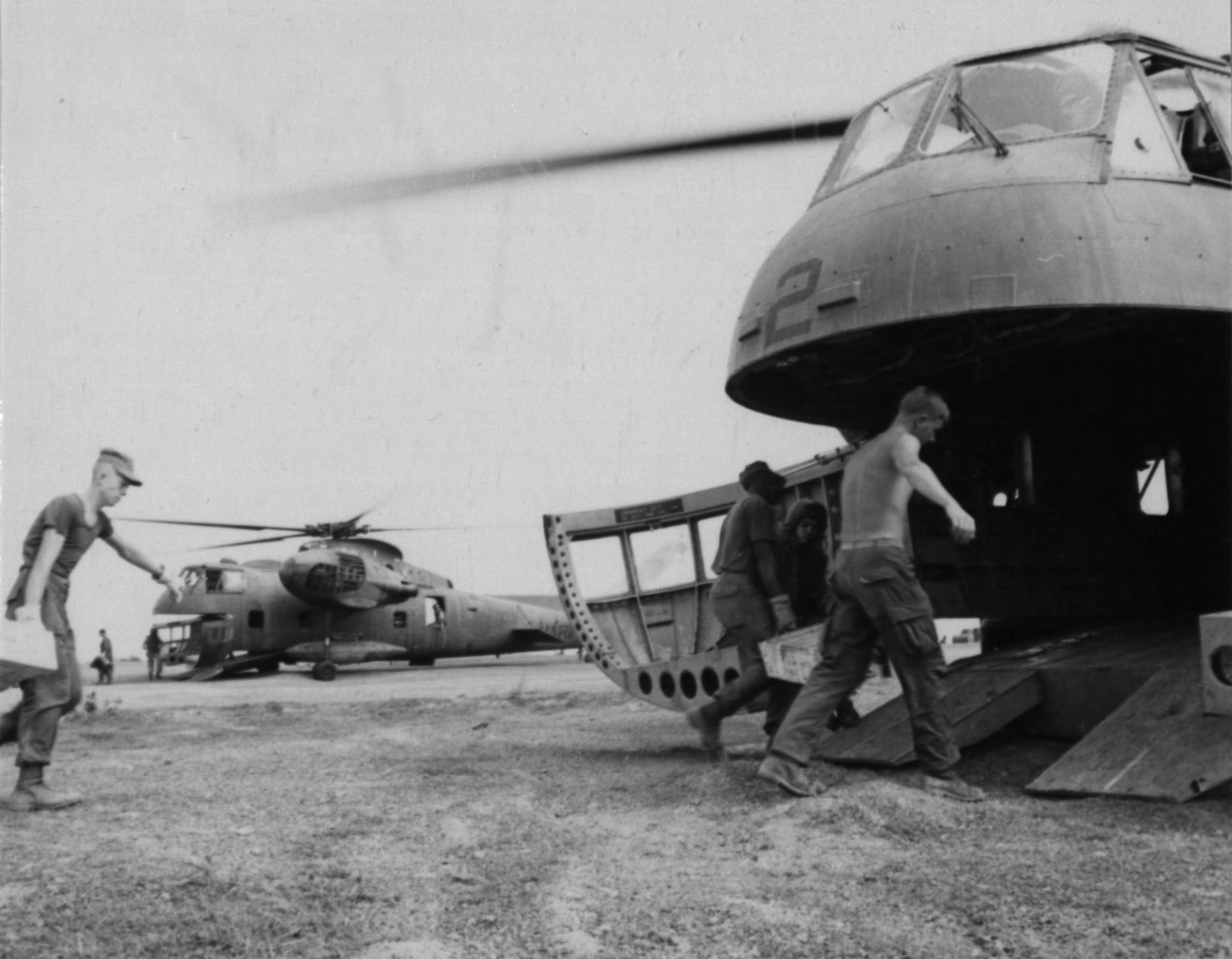
CH-37B Mojave на Вьетнамской войне

- CH-37B Mojave на Вьетнамской войне3 ноября 1958 года вертолёт Sikorsky CH-37A (HR2S-1) морской пехоты США разбился и сгорел упав с высоты около шести метров после взлета из-за сбоя в электрическом оборудовании. Двум пилотам и трем другим членам экипажа удалось спастись, не получив травм[8].
- 3 декабря 1958 года Sikorsky H-37 (HR2S-1) Mojave, принадлежащий Корпусу морской пехоты США, врезался в реку Потомак недалеко от Вашингтона по причине плохой видимости, вызванной туманом. Один человек на борту погиб[9].
- 27 марта 1960 года Sikorsky H-37A Mojave одного из полков армейской авиации США разбился в условиях плохой видимости при подлете к военной базе Форт Силл в Оклахоме. Погибли все пять человек, находившиеся в вертолёте[10].
- 12 декабря 1963 года вертолёт Sikorsky CH-37B Mojave авиации армии США разбился и сгорел, следуя по пути за разбившимся ранее самолетом Grumman OV-1 Mohawk около деревни Тон Дин в 100 километрах от Сайгона, в ходе  войны во Вьетнаме. Погибло четыре человека на борту, один член экипажа выжил[11].
- 14 августа 1964 года Sikorsky CH-37B Mojave авиации армии США потерпел крушение и сгорел в окрестностях города Кванджу в Южной Корее. Погибло все четверо членов экипажа, находящихся на борту[12].